# PS Communication
PS Communication är en kommunikationsbyrå. PS Communication startades 1997 och finns i  Stockholm, Göteborg, Malmö, Köpenhamn, Oslo och Helsingfors. 